# Crispin Gardiner
Pour les articles homonymes, voir Gardiner.
Crispin William Gardiner (né le 18 octobre 1942 à Hastings en Nouvelle-Zélande) est un physicien néo-zélandais, qui travaille dans les domaines de l'optique quantique, des atomes ultrafroids (en) et des processus stochastiques. Il écrit environ 120 articles de revues et plusieurs livres dans ces domaines .

## Formation
Crispin Gardiner termine ses études de premier cycle à l'Université d'Auckland, avec un B. Sc. obtenu en 1964, suivi d'une M. Sc. obtenue en 1965, et obtient son doctorat en 1968 de l'Université d'Oxford pour ses recherches en physique des particules élémentaires, avec une thèse intitulée « Topics in Elementary Particle Physics ».

## Carrière
Après son doctorat en philosophie, Gardiner a effectué des recherches postdoctorales dans le groupe de George Sudarshan à l'Université de Syracuse.

### Université de Waikato 1970-1995
Il a été nommé à la faculté du département de physique de l'Université de Waikato en 1970 et a obtenu une chaire personnelle en physique en 1992, poste qu'il a occupé jusqu'en 1995. À l'arrivée de Gardiner, l'Université de Waikato n'avait que 5 ans, tandis que l'École des sciences, qui couvrait la physique, les mathématiques, la chimie, la biologie et les sciences de la Terre, n'avait commencé à enseigner qu'au début des années 1970 et aucun centre de recherche n'avait été créé.
Dan Walls a pris un poste à Waikato en 1972 et, en travaillant ensemble, lui et Gardiner ont établi un centre de recherche majeur pour l'optique quantique théorique à Waikato, établissant des collaborations actives et productives avec des groupes du monde entier.
Au cours de cette période, il a développé avec Peter Drummond la représentation P positive  et avec Matthew Collett ont développé le formalisme d'entrée-sortie  pour les systèmes quantiques amortis, qu'ils ont utilisé  pour prédire et décrire le spectre de la lumière comprimée (en).
Il a également écrit la première édition (1985) du livre Stochastic Methods maintenant considéré comme un texte standard dans le domaine des processus stochastiques appliqués.
En 1986, il a prédit l'inhibition des désintégrations de phase atomique pour un atome à deux niveaux couplé à un réservoir optique comprimé. Bien qu'il soit difficile à réaliser dans les systèmes optiques, le phénomène a finalement été observé dans un système qubit supraconducteur offrant un contrôle suffisant du réservoir.
Il a écrit la première édition (1991) du livre "Quantum Noise" (les éditions ultérieures ont été écrites en collaboration avec Peter Zoller) qui est devenu un texte standard  dans les domaines de l'optique quantique et des méthodes stochastiques quantiques.
En 1993, il a développé (en même temps qu'une formulation distincte de Howard Carmichael (en)) la théorie et l'application des systèmes quantiques en cascade, dans lesquels la sortie optique d'un système quantique devient l'entrée optique d'un autre système quantique,.

### Université Victoria de Wellington 1995-2005
En 1995, il a quitté l'Université de Waikato et pendant les neuf années suivantes, il a travaillé comme chercheur indépendant affilié à l'Université Victoria de Wellington. Cela a été financé par le système de R&D néo-zélandais, qui était disposé à financer des individus en dehors des institutions établies, et était motivé par l'opportunité de quitter le système universitaire néo-zélandais de plus en plus bureaucratique. Au cours de cette période, ses travaux se sont concentrés sur la physique des atomes ultrafroids, développant une collaboration avec Rob Ballagh de l'Université d'Otago. Ils ont produit un certain nombre de publications scientifiques influentes, se concentrant principalement sur les processus cinétiques dans les condensats de Bose-Einstein, financées par des contrats de recherche successifs avec le Fonds Marsden (en),,,,, et en particulier sept articles sur la théorie de la cinétique quantique,,,,,,.
Gardiner a décrit cette période comme « En termes de productivité, cela a été les 10 meilleures années de recherche de ma vie ».

### Université d'Otago 2005-2013
En 2005, il a été nommé professeur-chercheur à l'Université d'Otago. Au cours de cette période, il a été actif dans le développement de l'Université d'Otago en tant que centre de recherche majeur sur les atomes ultrafroids (en), la photonique et l'optique quantique, qui a été nommé Jack Dodd Center, du nom de l'ancien professeur d'Otago, Jack Dodd. Au cours de cette période, il y a eu une réorganisation majeure du financement de la recherche par le gouvernement, à partir de 2006, que lui et Rob Ballagh ont vivement critiquée  au motif que cela exclurait la recherche universitaire de tout financement majeur. Finalement, cet aspect de la réforme du financement n'a pas été mis en œuvre, et en 2007, le Jack Dodd Center a obtenu un contrat de recherche de 6,4 millions de dollars  par la Fondation pour la recherche, la science et la technologie (en).
À partir de ce moment-là, en tant que directeur du Jack Dodd Center, son rôle s'est davantage développé en celui d'un chef de file de la recherche jusqu'à sa retraite au début de 2013.

### Retraite
À sa retraite, il est devenu professeur honoraire à l'Université d'Otago et en 2016, il a accepté un poste de chercheur invité à l'Institute for Quantum Optics and Quantum Information (en) (IQOQI) à Innsbruck.
Au cours de cette période, lui et Peter Zoller ont écrit les trois livres de The Quantum World of Ultra-Cold Atoms and Light.

## Livres

### Méthodes stochastiques
- C.W. Gardiner : A Handbook of Stochastic Methods ; Springer, Berlin Heidelberg, 1re éd. 1983 ; 2e éd. 1985, 1989, 1998, 2001 ; 3e édition 2004, édition russe 1986 (Mir, Moscou)
- Crispin Gardiner : Stochastic Methods ; Springer, Berlin Heidelberg, 2009 (Une 4e édition réécrite et mise à jour de A Handbook of Stochastic Methods )

### Bruit quantique
- CW Gardiner : Quantum Noise ; Springer, Berlin Heidelberg, 1re éd. 1991
- CW Gardiner et Peter Zoller : Quantum Noise ; Springer, Berlin Heidelberg, 2e éd. 1999, 3e éd. 2004

### Le monde quantique des atomes ultra-froids et de la lumière
- Crispin Gardiner et Peter Zoller : The Quantum World of Ultra-Cold Atoms and Light Book I : Foundations of Quantum Optics, Imperial College Press, Londres et Singapour 2014.
- Crispin Gardiner et Peter Zoller : The Quantum World of Ultra-Cold Atoms and Light Book II : Physics of Quantum Optical Devices, Imperial College Press, Londres et Singapour 2015.
- Crispin Gardiner et Peter Zoller : The Quantum World of Ultra-Cold Atoms and Light Book III : Ultra-Cold Atoms, World Scientific, Londres et Singapour 2014.

## Prix et distinctions
- 1983 Membre de l'Institut de physique de Nouvelle-Zélande
- 1984 Membre de l'American Physical Society
- 1990 Membre de la Royal Society of New Zealand (jusqu'en 2011)
- 2000 Doctorat honoraire de l'Université d'Innsbruck : « en reconnaissance de son mérite scientifique exceptionnel dans le domaine de l'optique quantique théorique ».